# Florent Payet
Florent Payet (21 de noviembre de 1986) es un deportista francés que compite en ciclismo de montaña en la disciplina de descenso. Ganó una medalla de bronce en el Campeonato Mundial de Ciclismo de Montaña de 2016 y tres medallas en el Campeonato Europeo de Ciclismo de Montaña entre los años 2007 y 2017.

## Palmarés internacional
| Campeonato Mundial | Campeonato Mundial   | Campeonato Mundial | Campeonato Mundial |
| Año                | Lugar                | Medalla            | Competición        |
| ------------------ | -------------------- | ------------------ | ------------------ |
| 2016               | Val di Sole (Italia) | Medalla de bronce  | Descenso           |
| Campeonato Europeo |                      |                    |                    |
| Año                | Lugar                | Medalla            | Competición        |
| 2007               | Elatojori (Grecia)   | Medalla de bronce  | Descenso           |
| 2008               | Caspoggio (Italia)   | Medalla de oro     | Descenso           |
| 2017               | Sestola (Italia)     | Medalla de oro     | Descenso           |